# Pseudoclivina
Pseudoclivina is een geslacht van kevers uit de familie van de loopkevers (Carabidae). De wetenschappelijke naam van het geslacht is voor het eerst geldig gepubliceerd in 1947 door Kult.

## Soorten
Het geslacht Pseudoclivina omvat de volgende soorten:
- Pseudoclivina assamensis (Putzeys, 1846)
- Pseudoclivina australiana Baehr, 2008
- Pseudoclivina bohemani (Putzeys, 1861)
- Pseudoclivina calida (Putzeys, 1866)
- Pseudoclivina costata (Andrewes, 1929)
- Pseudoclivina grandis (Dejean, 1826)
- Pseudoclivina mandibularis (Dejean, 1831)
- Pseudoclivina memnonia (Dejean, 1831)
- Pseudoclivina muelleriana (Kult, 1959)
- Pseudoclivina puchneri Dostal, 2012
- Pseudoclivina senegalensis (Dejean, 1831)
- Pseudoclivina testacea (Putzeys, 1846)